# Medelpads runinskrifter 16
Runinskrift M 16 är ett runstensfragment som står utanför Sköns kyrka i Sundsvalls kommun, Medelpad. Jämte den står M 15 och tidigare har även M 17 funnits där.
Stenen är av ljusgrå granit och dess ornamentik består av en runorm sedd uppifrån i så kallat fågelperspektiv. Dess hals och svans är tajt fastlåsta med ett iriskt koppel.

## Inskriften
Translitterering av runraden:
bai li- raita …[aþu]r sin : kuþ hialbi salu | biurn a-…
Normalisering till runsvenska:
Pāi lē[t] rētta … [f]aður sinn. Guð hialpi sālu. Biǫrn o[k](?)…
Översättning till nusvenska:
Påe lät uppresa …, sin fader. Gud hjälpe själen. Björn och(?) …